# 문여송
문여송(文如松, 1932년 6월 8일 ~ 2009년 1월 11일)은 대한민국의 영화 감독이다.

## 생애
제주도 북제주군(北濟州郡) 한림읍(翰林邑)에서 출생하였다. 1935년 1월 23일(만3세 때), 일가족과 함께 일본으로 건너가, 1951년 일본 도쿄 대학교 건축공학과 입학하였으나 1953년 중퇴 후 1955년 일본 니혼 대학교 예술학부에 입학하여 1956년 일본에서 연극연출가 첫 데뷔하였으며 1959년 일본 니혼 대학교 예술학부에서 학사 학위 취득 후 이와니미(岩波) 영화제작소에서 근무하였다. 고국을 떠난지도 28년여만이던 1963년 대한민국에 귀국하여 영화 감독으로는 1966년 《간첩작전》으로 데뷔하였다.
그 밖의 작품으로 《진짜 진짜 잊지마》 시리즈(1·2·3편), 《정말 꿈이 있다구》 《처녀의 성(城)》 《아스팔트 위의 여자》등. 하이틴 영화에서 문예 영화로 패턴을 바꾸었고, 《어느 국외자(局外者)의 선언》이라는 에세이집도 내놓았다. 《처녀의 성(城)》으로 1977년 ‘현대영화비평가 그룹상’ 특별상을 수상하였다.
지병을 앓다가 2009년 1월 11일을 기하여 77세를 일기로 별세했다.